# そこのけもののけ事件帖
『そこのけもののけ事件帖』は、檜木田正史による小説作品のシリーズ。挿絵はヲン、雄樋。

## 概要
最初は、2008年～2010年にかけて、ケイブのケータイサイト探偵プレイで第1話『わら人形「が」殺害事件』、第1.5話『なぬっ!?サンタが睡眠薬で!?』（クリスマス用のボーナスシナリオ）、第2話『ドッ、ドラキュラが血を飲んで殺されたぁ!?』が配信された。
2013年4月にノベライズを、榎本事務所が電子書籍として配信開始。2013年12月からは、書き下ろし新作の刊行が始まる。
番外篇『鬼のずんぼらぶー』は、朗読会「妖怪百声物語～第四夜～」で朗読され、更にドラマＣＤ化もされた。

## 作品一覧
- 第1話『ええっ!?　ワラ人形が殺されたぁぁ!?』（探偵プレイ時は『わら人形「が」殺害事件』。後に改題）

2008年11月14日、探偵プレイにてビジュアルノベルとして配信。イラスト（ヲン）、ＳＥ、音楽などが入ったもので、選択肢によるストーリイ分岐もある。
2013年4月16日、小説版がBOOK☆WALKER・おどろんノベルスにて配信。
- 番外篇其の一（第1.5話）『なぬっ!?サンタが睡眠薬で!?』

2009年12月24日、探偵プレイにて配信。
2014年3月、小説版がBOOK☆WALKER・おどろんノベルスにて配信。
- 第2話『ドッ、ドラキュラが血を飲んで殺されたぁ!?』

2010年1月29日～、探偵プレイにて連載。
2013年4月16日、小説版がBOOK☆WALKER・おどろんノベルスにて配信。
- 第3話『やっ!?　ヤマタノオロチの１頭が殺されたとな!?』

2014年1月24日、小説版がBOOK☆WALKER・おどろんノベルスにて配信。
- 番外篇其の二『鬼のずんぼらぶー』

2014年3月29日、朗読会・妖怪百声物語～第四夜～にて朗読。
2014年4月1日、小説版がBOOK☆WALKER・おどろんノベルスにて配信。
2015年11月、ドラマＣＤパッケージ版の配布開始。
2016年1月、ドラマＣＤダウンロード版がオトバンクのFeBeで配信開始。

## 登場妖怪（もののけ）
九尾の狐、のっぺらぼう、カッパ、さとり、ワラ人形、夢魔、サラマンダー、蜘蛛女、幽霊（お菊）、ナマハゲ、吸血鬼（ドラキュラ）、ぶるぶる、雪ん子、雪女、雪の女王、イエティ、おしろいババァ、ヤマタノオロチ、スサノオ、サンタ、トナカイ、鬼

## 鬼のずんぼらぶー ～そこのけもののけ事件帖番外編 スタッフ・出演者
- 朗読会・妖怪百声物語～第四夜～

作：檜木田正史
鬼：打田マサシ
語り・赤ん坊：川西ゆうこ
女房：襟川麻衣子
阿狐姫：宮崎綸
- ドラマＣＤ

作・演出：檜木田正史
演技指導：一龍斎貞友
録音調整：南雲和晴
プロデューサー：打田マサシ
ジャケットイラスト：藤田和日郎
ロゴデザイン：氷厘亭氷泉
デザイン：てんぐアート
協力：劇団妖怪人
制作：株式会社ラインスタッフ・プロダクツ
どどろく：打田マサシ
しぶむし：山田栄子
阿狐姫：中上育実
赤ん坊：宮崎綸
語り：一龍斎貞友
カラス（ボーナストラック）：蒼井りつこ
キツネ（ボーナストラック）：襟川麻衣子